# Matsuda Kazuyuki
Kazuyuki Matsuda (sinh ngày 14 tháng 4 năm 1979) là một cầu thủ bóng đá người Nhật Bản.

## Sự nghiệp câu lạc bộ
Kazuyuki Matsuda đã từng chơi cho Montedio Yamagata.